# 탁발모
탁발모(拓跋毛) 또는 탁발둔(拓跋屯)은 삭두부(索頭部) 선비(鮮卑) 부족의 수령으로, 분열되어 있던 삭두부 선비를 통일하였다. 북위의 시조로, 북위 도무제가 성황제(成皇帝)로 추존했다.